# ReGenesis
ReGenesis è una serie televisiva canadese di fantascienza prodotta da The Movie Network e Movie Central insieme a Shaftesbury Films.
La serie è stata trasmessa in anteprima in Canada da The Movie Network, mentre in Italia le prime due stagioni sono state trasmesse dal canale satellitare Jimmy, dalla piattaforma pay Mediaset Premium e dal canale in chiaro Iris.

## Trama
Una science-fiction che ruota intorno ad armi biologiche, organismi geneticamente modificati, embrioni clonati, sviluppo di virus killer. La serie si snoda attorno alla creazione di una task force per investigare sugli sviluppi della biotecnologia. Il direttore esecutivo della NorBAC è Caroline Morrison mentre alla guida del laboratorio vi è il biologo molecolare David Sandström.

## Episodi
| Stagione         | Episodi | Prima TV Canada | Prima TV Italia |
| ---------------- | ------- | --------------- | --------------- |
| Prima stagione   | 13      | 2004-2005       | 2005            |
| Seconda stagione | 13      | 2006            |                 |
| Terza stagione   | 13      | 2007            |                 |
| Quarta stagione  | 13      | 2008            |                 |